# Бразил на Светском првенству у атлетици на отвореном 2011.
Бразил је на Светском првенству у атлетици на отвореном 2011. одржаном у Тегу од 27. августа до 4. септембра, учествовао тринаести пут, односно учествовао је на свим првенствима до данас. Репрезентацију Бразила представљало је 26 учесника (13 мушкараца и 13 жена) који су се такмичили у 19 дисциплина (9 мушких и 10 женских).,
На овом првенству Бразил је по броју освојених медаља делио 14. место са 1 освојеном медаљом (1 златна) . Поред тога постављена су 2 јужноамеричка рекорда, 2 лична и 1 рекорд сезоне. Овим успехом Бразилска репрезентација је у укупном пласману рангирана на 11. место од укупно 203 земље учеснице. У табели успешности (према броју и пласману такмичара који су учествовали у финалним такмичењима (првих 8 такмичара) Бразил је са 4 учесника у финалу делио 20. место са 15 бодова.
| Плас. | Земља  | 1. место | 2. место | 3. место | 4. место | 5. место | 6. место | 7. место | 8. место | Бр. финал. | Бод. |
| ----- | ------ | -------- | -------- | -------- | -------- | -------- | -------- | -------- | -------- | ---------- | ---- |
| =20.  | Бразил | 1        | 0        | 0        | 0        | 0        | 2        | 0        | 1        | 4          | 15   |

## Учесници
| Мушкарци: - Нилсон Андре — 100 м, 200 м, 4 х 100 м - Бруно де Барос — 200 м, 4 х 100 м - Сандро Вијана — 200 м, 4 х 100 м - Клеберсон Давиде — 800 м - Лутмар Паеш — 800 м - Фернандо Да Силва — 800 м - Махау Сугимати — 400 м препоне - Дијего Кавалканти — 4 х 100 м - Кајо Бонфим — 20 км ходање - Моасир Зимерман — 20 км ходање - Фабио Гомез да Силва — Скок мотком - Џеферсон Сабино — Троскок - Луиз Алберто де Араухо — Десетобој | Жене: - Ана Клаудија Лемос да Силва — 100 м, 200 м, 4х100 м - Росанхела Сантош — 100 м, 4х100 м - Ванда Гомез — 200 м, 4х100 м - Жеиса Апаресида Котињо — 400 м, 4х400 м - Jailma de Lima — 400 м препоне, 4х400 м - Франсијела Красуки — 4х100 м - Барбара де Оливеира — 4х400 м - Joelma Sousa — 4х400 м - Морен Хига Маги — Скок удаљ - Кеила Коста — Скок удаљ, Троскок - Фабијана Мурер — Скок мотком - Андреса де Мораис — Бацање диска - Елисанжела Адријано — Бацање диска |  |

## Освајачи медаља

### Злато (1)
- Фабијана Мурер — Скок мотком

## Резултати

### Мушкарци
| Атлетичар            | Дисциплина    | Лични рекорд | Предтакмичење    | Предтакмичење    | Квалификације         | Квалификације         | Полуфинале            | Полуфинале            | Финале               | Финале       | Детаљи |
| Атлетичар            | Дисциплина    | Лични рекорд | Резултат         | Место            | Резултат              | Место                 | Резултат              | Место                 | Резултат             | Место        | Детаљи |
| -------------------- | ------------- | ------------ | ---------------- | ---------------- | --------------------- | --------------------- | --------------------- | --------------------- | -------------------- | ------------ | ------ |
| Нилсон Андре         | 100 м         | 10,18        | слободан         | слободан         | 10,54                 | 5. у гр. 6            | Није се квалификовао  | Није се квалификовао  | Није се квалификовао | 36 / 72 (74) |        |
| Нилсон Андре         | 200 м         | 20,41        |                  |                  | 20,93                 | 6. у гр. 7            | Није се квалификовао  | Није се квалификовао  | Није се квалификовао | 31 / 53 (54) |        |
| Бруно де Барос       | 200 м         | 20,16        | 20,63 КВ         | 2. у гр. 6       | 20,54 кв              | 3. у гр. 2            | 20,31                 | 6 / 53 (54)           |                      |              |        |
| Сандро Вијана        | 200 м         | 20,32        | 20,62 КВ         | 2. у гр. 5       | Дисквалификован       | Дисквалификован       | Није се квалификовао  | Није се квалификовао  |                      |              |        |
| Клеверсон Давиде     | 800 м         | 1:44,21      | 1:46,06 КВ       | 1. у гр. 5       | 1:45,06               | 3. у гр. 3            | Није се квалификовао  | 9 / 43 (44)           |                      |              |        |
| Лутмар Паеш          | 800 м         | 1:45,32      | 1:48,97          | 5. у гр. 6       | Нису се квалификовали | Нису се квалификовали | Нису се квалификовали | 34 / 43 (44)          |                      |              |        |
| Фернандо Да Силва    | 800 м         | 1:45,66      | 1:51,58          | 7. у гр. 3       | Нису се квалификовали | Нису се квалификовали | Нису се квалификовали | 38 / 43 (44)          |                      |              |        |
| Махау Сугимати       | 400 м препоне | 48,67        | 49,74 кв         | 6. у гр. 1       | 50,89                 | 7. у гр. 2            | Није се квалификовао  | 23 / 34               |                      |              |        |
| Дијего Кавалканти    | 4 х 100 м     | 37,90 НР     | Дисквалификовани | Дисквалификовани | Нису се квалификовали | Нису се квалификовали | Нису се квалификовали | Нису се квалификовали |                      |              |        |
| Сандро Вијана²       | 4 х 100 м     | 37,90 НР     | Дисквалификовани | Дисквалификовани | Нису се квалификовали | Нису се квалификовали | Нису се квалификовали | Нису се квалификовали |                      |              |        |
| Нилсон Андре²        | 4 х 100 м     | 37,90 НР     | Дисквалификовани | Дисквалификовани | Нису се квалификовали | Нису се квалификовали | Нису се квалификовали | Нису се квалификовали |                      |              |        |
| Бруно де Барос²      | 4 х 100 м     | 37,90 НР     | Дисквалификовани | Дисквалификовани | Нису се квалификовали | Нису се квалификовали | Нису се квалификовали | Нису се квалификовали |                      |              |        |
| Кјао Бонфим          | 20 км ходање  | 1:23:59      |                  |                  |                       |                       |                       |                       | 1:24:29              | 17 / 32 (47) |        |
| Моасир Зимерман      | 20 км ходање  | 1:21:35      | Дисквалификован  | Дисквалификован  |                       |                       |                       |                       |                      |              |        |
| Фабио Гомез да Силва | Скок мотком   | 5,80         |                  |                  | 5,65 кв               | 4. у гр. А            |                       |                       | 5,65                 | 8 / 26 (28)  |        |
| Џеферсон Сабино      | Троскок       | 17,28        | 16,51            | 9. у гр. Б       | Није се квалификовао  | 17 / 26 (31)          |                       |                       |                      |              |        |

- Атлетичари у штафети означени бројем учествовали су у појединачним дисциплинама.

#### Десетобој
| Дисциплина    | Луиз Алберто де Араухо | Луиз Алберто де Араухо | Луиз Алберто де Араухо | Луиз Алберто де Араухо | Луиз Алберто де Араухо | Луиз Алберто де Араухо |
| Дисциплина    | Лич. рек.              | Резултат               | Бод.                   | Плас.                  | Укупно                 | Плас.                  |
| ------------- | ---------------------- | ---------------------- | ---------------------- | ---------------------- | ---------------------- | ---------------------- |
| 100 м         | 10,66                  | 10,71 ЛРС              | 926                    | 4.                     | 926                    | 4.                     |
| Скок удаљ     | 7,44                   | 6,74                   | 753                    | 26.                    | 1.679                  | 21.                    |
| Бацање кугле  | 15,64                  | 14,77                  | 776                    | 13.                    | 2.455                  | 19.                    |
| Скок увис     | 1,97                   | 1,90                   | 714                    | 26.                    | 3.169                  | 23.                    |
| 400 м         | 48,85                  | 48,48 ЛР               | 886                    | 7.                     | 4.055                  | 17.                    |
| 110 м препоне | 13,94                  | 14,25 ЛРС              | 942                    | 5.                     | 4.997                  | 14.                    |
| Бацање диска  | 47,41                  | 46,46                  | 797                    | 9.                     | 5.794                  | 11.                    |
| Скок мотком   |                        | 4,70 ЛР                | 819                    | 17.                    | 6.613                  | 14.                    |
| Бацање копља  | 56,01                  | 54,38                  | 654                    | 19                     | 7.267                  | 16.                    |
| 1500 м        | 4:32,38                | 4:47,29                | 635                    | 16                     |                        |                        |
| Десетобој     |                        |                        |                        |                        | 7.902                  | 16 / 22 (30)           |

### Жене
| Атлетичарка                 | Дисциплина    | Лични рекорд        | Предтакмичење | Предтакмичење | Квалификације         | Квалификације         | Полуфинале            | Полуфинале   | Финале                | Финале       | Детаљи |
| Атлетичарка                 | Дисциплина    | Лични рекорд        | Резултат      | Место         | Резултат              | Место                 | Резултат              | Место        | Резултат              | Место        | Детаљи |
| --------------------------- | ------------- | ------------------- | ------------- | ------------- | --------------------- | --------------------- | --------------------- | ------------ | --------------------- | ------------ | ------ |
| Росанхела Сантош            | 100 м         | 11,22               | слободне      | слободне      | 11,38 КВ              | 3. у гр. 4            | 11,61                 | 7. у гр. 2   | Нису се квалификовале | 23 / 71 (73) |        |
| Ана Клаудија Лемос да Силва | 100 м         | 11,15 (+1,4 м/с) НР | слободне      | слободне      | 11,27 КВ              | 3. у гр. 5            | 11,55                 | 7. у гр. 3   | Нису се квалификовале | 20 / 71 (73) |        |
| Ана Клаудија Лемос да Силва | 200 м         | 22,48 (+1,0 м/с) НР |               |               | 22,96 КВ              | 3. у гр. 3            | 22,97                 | 4. у гр. 1   | Нису се квалификовале | 11 / 38 (40) |        |
| Ванда Гомес                 | 200 м         | 23,06               | 23,70         | 5. у гр. 2    | Није се квалификовала | Није се квалификовала | Није се квалификовала | 28 / 38 (40) |                       |              |        |
| Жеиса Апаресида Котињо      | 400 м         | 51,08               | 52,15 кв      | 5. у гр. 1    | 51,87                 | 5. у гр. 2            | Није се квалификовала | 14 / 36 (37) |                       |              |        |
| Jailma de Lima              | 400 м препоне | 56,00               | 57,21         | 5. у гр. 3    | Није се квалификовала | Није се квалификовала | Није се квалификовала | 28 / 36      |                       |              |        |
| Ана Клаудија Лемос Силва²   | 4 х 100 м     | 42,97 A НР          | 42,92 кв, ЈАР | 3. у гр. 1    |                       |                       | 43,10                 | 6 / 17 (21)  |                       |              |        |
| Ванда Гомес²                | 4 х 100 м     | 42,97 A НР          | 42,92 кв, ЈАР | 3. у гр. 1    |                       |                       | 43,10                 | 6 / 17 (21)  |                       |              |        |
| Франсијела Красуки          | 4 х 100 м     | 42,97 A НР          | 42,92 кв, ЈАР | 3. у гр. 1    |                       |                       | 43,10                 | 6 / 17 (21)  |                       |              |        |
| Росанхела Сантос²           | 4 х 100 м     | 42,97 A НР          | 42,92 кв, ЈАР | 3. у гр. 1    |                       |                       | 43,10                 | 6 / 17 (21)  |                       |              |        |
| Жеиса Апаресида Котињо²     | 4 х 400 м     | 3:26,68 НР          | 3:32,43       | 6. у гр. 2    | Није се квалификовала | 18 / 19 (20)          |                       |              |                       |              |        |
| Барбара де Оливеира         | 4 х 400 м     | 3:26,68 НР          | 3:32,43       | 6. у гр. 2    | Није се квалификовала | 18 / 19 (20)          |                       |              |                       |              |        |
| Joelma Sousa                | 4 х 400 м     | 3:26,68 НР          | 3:32,43       | 6. у гр. 2    | Није се квалификовала | 18 / 19 (20)          |                       |              |                       |              |        |
| Jailma de Lima²             | 4 х 400 м     | 3:26,68 НР          | 3:32,43       | 6. у гр. 2    | Није се квалификовала | 18 / 19 (20)          |                       |              |                       |              |        |
| Морен Хига Маги             | Скок удаљ     | 7,26 (+1,8 м/с) НР  | 6,86 КВ       | 1. у гр. Б    | 6,17                  | 10 / 34 (36)          |                       |              |                       |              |        |
| Кеила Коста                 | Скок удаљ     | 6,88                | 6,26          | 13. у гр. А   | Није се квалификовала | 24 / 34 (36)          |                       |              |                       |              |        |
| Кеила Коста                 | Троскок       | 14,57 (+0,2 м/с) НР | 14,15 кв      | 1. у гр. Б    | 13,72                 | 12 / 34               |                       |              |                       |              |        |
| Фабијана Мурер              | Скок мотком   | 4,85 НР             | 4,55 кв       | 6. у гр. А    | 4,85 ЈАР              |                       |                       |              |                       |              |        |
| Андреса де Мораис           | Бацање диска  | 59,56               | 57,93         | 10. у гр. А   | Нису се квалификовале | 17 / 23 (24)          |                       |              |                       |              |        |
| Елисанжела Адријано         | Бацање диска  | 62,00 НР            | 56,45         | 11. у гр. Б   | Нису се квалификовале | 21 / 23 (24)          |                       |              |                       |              |        |

- Атлетичарке у штафетама означене бројем учествовале су у појединачним дисциплинама.